# Человек, которого не смогли повесить
Человек, которого не смогли повесить (англ. The Man They Could Not Hang) — фильм ужасов режиссёра Ника Гринде, вышедший 17 августа 1939 года.

## Сюжет
Доктор Генрик Саавард, врач с мировым именем, открыл способ оживить любого мертвеца. Для этого он создал устройство, которое назвал «механическим сердцем». В экспериментах ему помогают его дочь Джанет, коллега доктор Стоддард, лаборант Боб Робертс и его девушка, медсестра Бетти Кроуфорд. Боб соглашается стать «подопытным кроликом» в первом испытании аппарата, Бетти не верит Сааварду и очень боится за возлюбленного. Боба помещают в специальную камеру, где убивают с помощью ядовитого газа. Бетти тем временем обращается в полицию с заявлением, что в доме Сааварда готовится убийство. Полиция прибывает как раз к моменту смерти Боба, и вместе с ними — журналист Скуп Фоули, который поднимает шум в прессе. Саавард не успевает привести в действие «механическое сердце»: его арестовывают, судят и приговаривают к смертной казни через повешение. Перед самой смертью Саавард завещает своё тело Стоддарду для исследований и клянется вернуться и отомстить Бетти, Фоули, судье и присяжным, приговорившим его. Его вешают. Он приходит в себя дома, с «ошейником» на сломанной шее. Рядом находится Стоддард, который объясняет, что воскресил его.
Через какое-то время шестерых присяжных, участвовавших в процессе, убивают одного за другим. Полиция находится в тупике. Вскоре Бетти, Фоули, судья Боумэн и оставшиеся в живых присяжные, осудившие Сааварда, получают приглашение на вечеринку в его доме. Их ждут накрытый стол и воскресший доктор Саавард, который радушно встречает гостей. За едой Сааварду задают вопросы о его воскрешении, хотя всю необходимую информацию он уже рассказал на суде. Он показывает гостям, что их карточки с именами, находящиеся на столе, содержат также порядок и время смерти обладателя. Первым значится судья Боумэн. Его время уже практически подошло. Судья, не веря доктору, велит арестовать Сааварда и направляется к выходу. Когда он берется за кованые двери гостиной, выясняется, что они под напряжением. Судью убивает током. Все бросаются к телу. Саавард тихо сбегает. Люди остаются запертыми в гостиной без света (свет погас при ударе током). По громкоговорителю Саавард сообщает, что все они умрут в момент, указанный на их карточках, с интервалом в пятнадцать минут. Первым умрет председатель жюри присяжных Клиффорд Керни, бизнесмен. Люди окружают его с целью защиты, но звонит телефон, и Керни вызывает его партнер по бизнесу. Керни берет трубку и умирает — из трубки в мозг проходит отравленная игла на пружине. Саавард, наблюдавший за всем, объявляет, что следующей жертвой значится Бетти, донесшая на него. Жертвы пытаются достать доктора, забравшись наверх, но выясняется, что перила тоже под напряжением.
В это время в дом приходит Джанет (после смерти отца она переехала, но, вероятно, регулярно навещала дом, оставшийся ей). Ей сообщают, что её отец жив и прячется где-то наверху и просят позвонить в полицию. Джанет поднимается и видит живого отца с ружьем. Она пытается образумить его и не опускаться до мести. Он просит её уйти, потому что не хочет причинять ей боль. Она отказывается, и доктор запирает её в кладовке, после чего возвращается к мести. Он уже готов убить Бетти, но в него снизу стреляет лейтенант Шейн, арестовавший доктора и поэтому приглашенный. Бетти прячется за кресло. Доктора отвлекает Джанет, требующая выпустить её. Она согласна уйти. Но внизу, у дверей гостиной, сообщает отцу, что, если он не отпустит всех, она сама откроет двери, которые все ещё под напряжением. Доктор отключает ток, но Джанет успевает прикоснуться к решетке и погибнуть. Он спускается вниз, склоняется над дочерью, и Шейн снова стреляет в него и ранит. Саавард просит отнести Джанет в лабораторию, где её можно реанимировать. На глазах у всех он воскрешает дочь. Когда она приходит в себя, он объясняет ей её потерю сознания обмороком от возбуждения. Её переносят в соседнюю комнату для восстановления сил. Шейн идет вызывать Сааварду «скорую», а оставшегося прокурора Дрейка доктор посылает за Стоддардом. Оставшись один, Саавард уничтожает «механическое сердце» и умирает на глазах у вернувшегося из-за выстрелов Дрейка.

## В ролях
- Борис Карлофф — доктор Генрик Саавард
- Лорна Грэй — Джанет Саавард, дочь доктора
- Роберт Уилкокс — журналист Скуп Фоули
- Роджер Прайор — окружной прокурор Энтони Дрейк
- Дон Беддоу — лейтенант Шейн
- Энн Доран — Бетти Кроуфорд, медсестра
- Джо Де Стефани — доктор Стоддард, помощник Сааварда
- Чарльз Троубридж — судья Боумэн
- Дик Кретис — Клиффорд Керни, председатель жюри присяжных
- Джеймс Крэйг — присяжный Уоткинс
- Джон Тиррелл — присяжный Саттон
- Джордж Андерсон — тюремный надзиратель (в титрах не указан)
- Стэнли Блистоун — тюремный охранник (в титрах не указан)
- Стэнли Браун — Боб Робертс, лаборант, убитый Саавардом (в титрах не указан)
- Йен Макларен — священниик (в титрах не указан)
- Чарльз Миллер — доктор Эйвери, присяжный (в титрах не указан)

## Факты
- Первый опыт по созданию механического сердца был проведен за два года до выхода фильма, в 1937 году в СССР В. П. Демиховым, после чего изобретение начали совершенствовать американские ученые. Таким образом, в изобретении Сааварда уже на момент начала съемок было не так много нового.
- Почти через три месяца после премьеры «человека, которого не смогли повесить», 23 ноября 1939 года, вышел фильм с аналогичной тематикой — «Возвращение доктора Х». Сюжет этого фильма также вертится вокруг сумасшедшего доктора, казненного и воскрешенного из мертвых своим коллегой.